# اندیرن
اندیرن (به هلندی: Anderen) یک منطقهٔ مسکونی در هلند است که در آا ان هونز واقع شده‌است.

## خصوصیات
اندیرن ۲۵۵ نفر جمعیت دارد.